# Opa kann’s nicht lassen
Opa kann’s nicht lassen ist eine US-amerikanische Filmkomödie aus dem Jahr 1971. Es handelt sich um eine Verfilmung des Romans Kotch von Katharine Topkins. Der Film ist in Deutschland auch unter dem Titel Opa Kotch – Mit Volldampf aus der Sackgasse bekannt.

## Handlung
Der Rentner Joseph P. Kotcher lebt mit seinem Sohn Gerald und seiner Schwiegertochter Wilma Kotcher in einem Haus in Los Angeles, Kalifornien. Er ist ein fürsorglicher, liebevoller, aber auch leicht geschwätziger alter Mann, der sich liebend gerne um seinen Enkel Duncan kümmert. Allerdings geht er mit seiner Art Wilma so auf die Nerven, dass sie langsam versucht, ihn aus der Familie zu verdrängen. So ersetzt sie ihn durch die neue Babysitterin Erica Herzenstiel. Sie soll sich jetzt um Duncan kümmern. Das macht sie mehr schlecht als recht, sodass Joseph versucht bei Gerald zu intervenieren. Stattdessen muss er erfahren, dass er in ein Altersheim abgeschoben werden soll. Doch von Sunnydale ist er allerdings wenig begeistert. Er will sich lieber um seine Familie kümmern. Als er Gerald und Wilma zu Halloween besucht, muss er allerdings feststellen, dass er nicht wirklich willkommen ist.
Joseph sucht stattdessen lieber Erica auf. Sie ist schwanger und er half ihr bereits vor einiger Zeit mit etwas Geld. Nun findet er sie als Friseuse in Palm Springs, Kalifornien. Er mietet sich dort ein Haus, bietet ihr an, mit ihm zu wohnen und kümmert sich fortan liebevoll um sie. Sie genießt die folgende Zeit und seine Fürsorge. Aber zu seinem Entsetzen beschließt sie, das Baby nach der Geburt zur Adoption freizugeben. Das hindert ihn allerdings nicht daran, sich auch weiterhin um sie zu kümmern. Eines Nachts weckt sie ihn auf. Die Wehen haben eingesetzt. Schnell fährt Joseph sie Richtung Krankenhaus. Doch sie schaffen es nicht mehr rechtzeitig. Erica entbindet ihr Kind auf der Damentoilette einer Tankstelle. Sie beschließt das Baby zu behalten und fängt nach einiger Zeit ein neues Leben in Los Angeles an.
Joseph hingegen besucht nach langer Zeit mal wieder seinen Sohn. Gerald und Wilma wussten all die Zeit nicht, wo Joseph war. Sie machten sich Sorgen und erkannten selbst, wie sehr sie ihn vermissten, weswegen sie sich entschuldigen und ihn nun bitten, wieder einzuziehen. Joseph lehnt ab. Er will in Palm Springs bleiben, weil er dort weiterhin gebraucht wird. Vielmehr lädt er die beiden zu sich ein. Als er wieder bei sich zu Hause ist, findet Joseph einen Brief von Erica. Ursprünglich wurde er geschrieben, um dem adoptierten Kind später zu erklären, warum sie sich gegen ihn entschied. Er liest ihn erfährt daraus die größte Dankbarkeit, die Erica ihm gegenüber für seine Fürsorge empfindet.

## Hintergrund
Jack Lemmons Regiedebüt sollte auch seine einzige Regiearbeit bleiben. Sein Freund Walter Matthau war zum Zeitpunkt der Dreharbeiten 50 Jahre alt. Charles Aidman, der seinen Sohn spielt, war mit 45 Jahren nur fünf Jahre jünger. Matthaus Stieftochter Lucy Saroyan spielte die Figur der Sissy.
Filmstart in den US-amerikanischen Kinos war am 17. September 1971. Bei einem Produktionsbudget von 1,5 Mio. US-Dollar spielte der Film in den Staaten über 3,3 Mio. und in Übersee fast 1,4 Mio. ein. Damit konnte ein Überschuss von etwas mehr als 330.000 US-Dollar erwirtschaftet werden. Erstmals ausgestrahlt wurde der Film in der DDR am 23. Oktober 1978 auf DFF 1 und in der Bundesrepublik Deutschland am 7. Mai 1982 in der ARD.

## Kritik
Vincent Canby von der New York Times sah in dem Film eine „schöne sentimentale Was-wäre-wenn-Komödie“. Er lobte Matthau, der seine Figur „mit so wenig Allüren wie möglich spiele“ und kritisierte Lemmons Regiedebüt. Denn dieser mache aus der Geschichte zu wenig und sei geradezu „bieder, wenn nicht gar deprimierend.“
Obwohl der renommierte Filmkritiker Roger Ebert den Schauspieler schätze, meinte er, dass er die Figurenkonstellation einfach nicht ernst nehmen könne. Während alle anderen „einfache und eindimensionale Parodien“ seien, wirke seine Figur viel zu „komplett, kompetent und herzlich.“ Außerdem kritisierte er Lemmon als Regisseur, denn all das, was ihn als Schauspieler ausmache, fehle ihm als Regisseur, neben „dutzenden anderen kleinen Dingen“ vor allem „sein Sinn für Komik.“
Das Lexikon des internationalen Films sah in dem Film „eine von verständnisvollem Humor getragene Komödie mit melancholischen Untertönen über die Schwierigkeiten des Altwerdens, Einsamkeit, Verantwortungsgefühl und Solidarität. Dank der Darstellungskunst Walter Matthaus trotz formaler Mängel sehenswert.“

## Auszeichnungen
Oscarverleihung 1972
- Bester Hauptdarsteller: Nominierung für Walter Matthau
- Bester Schnitt: Nominierung für Ralph E. Winters
- Bester Song: Nominierung für „Life Is What You Make It“ (Marvin Hamlisch und Johnny Mercer)
- Bester Ton: Nominierung für Richard Portman und Jack Solomon

Golden Globe Awards 1972
- Bester Filmsong: „Life Is What You Make It“ (Marvin Hamlisch und Johnny Mercer)
- Bester Film – Komödie oder Musical: Nominierung
- Bester Hauptdarsteller – Komödie oder Musical: Nominierung für Walter Matthau
- Bestes Filmdrehbuch: Nominierung für John Paxton